# Stephan Siefken

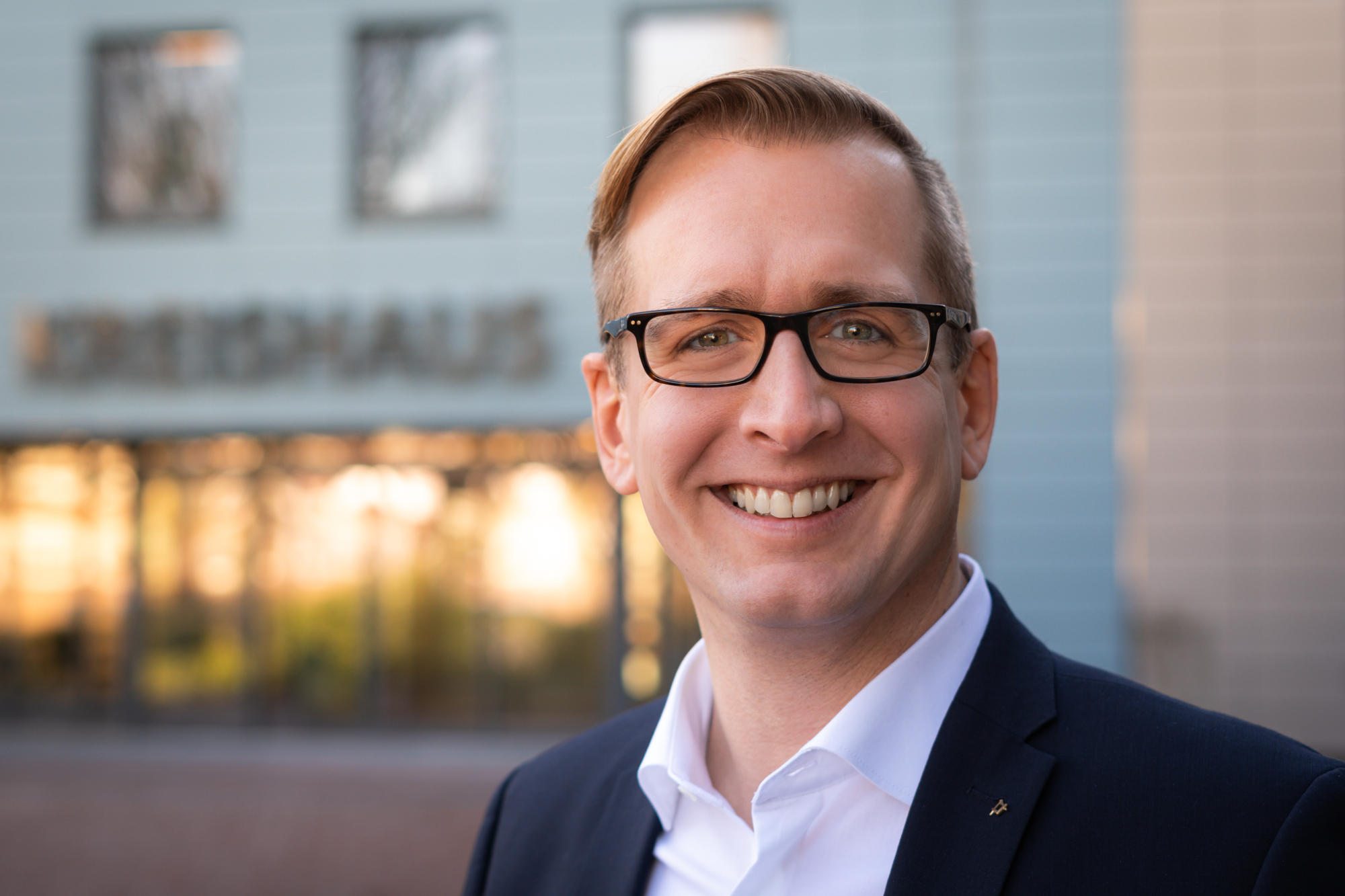
Landrat Stephan Siefken vor dem Kreishaus in Brake, 2023

Stephan Siefken (* 1978 in Varel) ist seit dem 1. November 2021 Landrat des Landkreises Wesermarsch.

## Biographie
Siefken wuchs auf dem elterlichen Bauernhof in der Stollhammerwisch auf. Er machte sein Abitur an der Zinzendorfschule Tossens und absolvierte im Anschluss seinen Wehrdienst. Danach studierte er Betriebswirtschaftslehre an der Hochschule für Wirtschaft und Technik in Vechta, welches er als Diplom-Kaufmann für den Groß- und Außenhandel abschloss. Nach seinem Studium arbeitete er bei verschiedenen mittelständigen Unternehmen, unter anderem in der Geschäftsführung. Beim Oldenburgisch-Ostfriesischen Wasserverband war Siefken für die Kommunalbetreuung und Großkunden verantwortlich.
Zur Landratswahl 2021 kandidierte Siefken als parteiloser Kandidat mit Unterstützung der CDU, der FDP und den Grünen. Er gewann im zweiten Wahlgang mit rund 57 % der Stimmen.
Stephan Siefken ist verheiratet und hat zwei Kinder. 

### Engagement
Stephan Siefken ist Lehrbeauftragter an der Hochschule für Wirtschaft und Technik in Vechta.
Zudem ist er Mitglied im Stiftungsrat Lebensräume Ovelgönner Mühle.

### Politik
In den 1990er Jahren wurde Stephan Siefken Mitglied der Jungen Union in Butjadingen. Von 2003 bis 2006 war er Mitglied im dortigen Gemeinderat. 2009 rückte er für die CDU in den Kreistag nach und gehörte diesem bis zu seiner Wahl zum Landrat 2021 an.
Seit seiner Wahl zum Landrat im Jahr 2021 ruht seine Parteimitgliedschaft.